# Calomyscus mystax
Calomyscus mystax је врста глодара (Rodentia) из породице Calomyscidae.

## Распрострањење
Ареал врсте покрива средњи број држава. Врста је присутна у Ирану, Азербејџану и Туркменистану. Присуство у Авганистану је непотврђено.

## Станиште
Станиште врсте су планине.

## Угроженост
Ова врста је наведена као последња брига, јер има широко распрострањење и честа је врста.